# 機場線 (京濱急行電鐵)
機場線或空港線（日语：／ Kūkō sen */?）是一條連結日本東京都大田區京急蒲田站與羽田機場第1、第2航站樓站，屬於京濱急行電鐵（京急）的鐵路線。該線以東西向行駛，並與京急本線直通運行，發揮東京國際機場（羽田機場）聯外鐵路的作用。車站編號使用的路線記號為KK。

## 路線資料
- 路線距離：6.5公里
- 軌距：1435毫米
- 站數：7個（包括起終點站）
- 複線路段：全線（然而京急蒲田－糀谷段為單線並列（日语：単線並列））
- 電氣化路段：全線（直流1500V、高架電纜）
- 閉塞方式：自動閉塞式
- 保安裝置：C-ATS
- 最高速度（日语：最高速度）：
  - 110公里/小時（天空橋 → 羽田機場第1、第2航站樓段）
  - 100公里/小時（天空橋 ← 羽田機場第1、第2航站樓段）
  - 90公里/小時（京急蒲田－天空橋段）

## 运行形态
所有列车均为全线运行列车，没有中途折返的车次。大部分列车在本线上往品川和横滨方向均为直通，线内折返的现象只有在早高峰时可以看到。快特和机场快特不实行各站停车。
本线直通列車通过都營地下鉄浅草线，经过京成押上線・京成本線，可通往北總鐵道北總線、京成成田機場線、京成東成田線及芝山鐵道線。成田機場線开业后，增加了北总线方向的车次，原來駛往京成本線京成船橋・京成佐倉・京成成田方向列车的終點站則改為青砥或京成高砂。
以前每年从12月31日开始到来年1月1日间昼夜运行，而近几年末班车时间被延迟，而且运行到羽田機場国内线航站樓站，並沒有列車在穴守稲荷站折返。尾班列车在到达羽田機場国内线航站樓站后直接回送。

### 列车种类
基本列车种类由以下5种构成。白天没有普通列车运行，通往本线只有直通列车。通往都営浅草線的直通列车不只由京急车担当列車運行，亦有京成電鐵・北總鐵道及都営淺草線的列车相互直通。

#### 机场快特 （エアポート快特）
机场快特在品川站与羽田機場国内线航站樓站之间运行，中途在羽田機場国际线航站樓站停靠，是機場线上等级最高的列车，运行间隔为40分钟一班。从品川站到羽田機場国际线航站樓站之间运行13分钟，从品川站到羽田機場国内线航站樓站之间运行16分钟。是機場线往品川方向的唯一专用种类的列车。

#### 快特
以前的機場快特是停靠京急蒲田站的，在2010年起京急蒲田站高架化後機場快特每20分鐘一班改為全部通過後引來蒲田居民反對。在2012年新設快特種別，途中停靠羽田機場第3航站樓站以及京急蒲田站，運行間隔為40分鐘。與機場快特相隔20分鐘開出一班，變相快特每20分鐘一班，其中兩班每一班會停靠京急蒲田站。

#### 特急
直通京急其他路線、都營淺草線、京成線或北總線，機場線內各站停車。

#### 机场急行 （エアポート急行）
直通京急其他路線，機場線內各站停車。

#### 普通
機場線內各站停車。

## 歷史

### 開業到第二次大戰
1902年（明治35年），京滨电气铁道穴守线的单线专用铁道开通。当时被称为羽田支线，在大森站与穴守线的列车连结运行。1910年（明治43年）复线建成，运行间隔时间8分钟。战前的機場岛上贝类收集和海水浴十分热门，当时岛内穴守稲荷神社观光客的运送业务非常繁忙， 那时的京滨电铁对海之家、海水浴场的营业和观光开发作出了很大贡献。夏季时，不仅本线列车，直通急行列车也负责海水浴游客的运送工作。后来，羽田机场启用之后，电铁还担当起了运送机场工作人员的任务。

### 再次進入羽田機場
羽田機場的填海工程展開中，由於只有東京單軌電車增大的運輸量並不能應付這樣的判斷，再進入羽田機場被認可了。1993年羽田站（現在的天空橋站）於機場島内開業，開始往都心方面（本線・都營地下鐵淺草線）的直通運行、1998年羽田機場站開業、作為對羽田機場的聯絡路線真正地起了作用。
這時製作了「京急，搭乘。」在航空公司的櫃位和飛機旁邊橫靠京急的車輛（使用了2100形）圖象的廣告海報、京急線各站和東日本旅客鐵道（JR東日本）的車輛和站等除了出佈告了以外（2002年東京單軌電車成為JR東日本旗下以後在JR線內幾乎沒有了）、其他機場聯絡鐵路・巴士（南海電氣鐵道、大阪單軌、福岡市地下鐵等）都有積極地出廣告。
更加也設定橫濱方面的直達列車，作為機場聯絡路線更加積極地活用，展開著與東京單軌電車激烈的乘客競賽。

### 年表
列車運用相關的詳細內容請參照#列車種別。
- 1902年（明治35年）6月28日 羽田支線（穴守線）蒲田（現在的京急蒲田） - 穴守間開通。穴守站設置列車折返用環迴線。
- 1904年（明治37年）3月1日 軌間由標準軌1435mm 改成和東京電車鐵道（以後的都電）一樣的 1372mm。
- 1906年（明治39年）9月以前 中止與本線直通運行、蒲田站設置與穴守站同様的環迴線。
- 1910年（明治43年）3月31日 全線複線化。
- 1913年（大正2年）12月31日 穴守站移設、延伸0.8 km。
- 1914年（大正3年）1月 舊・穴守站的位置新設立羽田站。
- 1915年（大正4年）1月 羽田站向穴守方移動 40m 、改名稻荷橋站。
- 1923年（大正12年）4月1日 蒲田站移設到専用軌道上、環迴線廃止。
- 1933年（昭和8年）4月1日 1372mm的馬車軌間改成標準軌。
- 1940年（昭和15年）10月 稻荷橋站向京浜蒲田方移動0.2 km。
- 1942年（昭和17年）5月1日 京濱電氣鐵道和東京急行電鐵合併（大東急）、成為東急路線（之後的東急品川線的一部）。
- 1943年（昭和18年）6月1日 從軌道線變更成地方鐵道線。
- 1945年（昭和20年）9月27日 聯合軍的接收京濱蒲田-稻荷橋間單線化，稻荷橋-穴守間營業休止。單線化做區間從省線蒲田站鋪設軌距1067mm 的貨物線。
- 1946年（昭和21年）8月15日 稻荷橋站向京濱蒲田方移動340m。
- 1947年（昭和22年）12月25日 架線電壓由直流 600V 升壓至 1500V 。
- 1952年（昭和27年）11月1日 京濱蒲田 - 稻荷橋間上行線由聯合軍歸還重新開始複線行駛。
- 1956年（昭和31年）4月20日 稻荷橋站改稱穴守稻荷站、穴守稻荷 - 羽田機場（初代）間(0.5 km) 延長（復活）。
- 1963年（昭和38年）11月1日 穴守線改稱機場線（空港線）。
- 1970年（昭和45年）11月12日 機場線及大師線開始使用ATS地上裝置。就這樣京濱急行電鐵全線 ATS 化完成。
- 1971年（昭和46年）1月22日 羽田機場（初代） - 穴守間 (0.8 km)、正式廢止。
- 1976年（昭和51年）8月1日 實行車輛大型化（導入18m 級車輛）、400形開始運行。
- 1986年（昭和61年）8月28日 500形運用結束、統一成800形。
- 1991年（平成3年）1月16日 隨著第1期機場線延伸工程，穴守稻荷 - 羽田機場（初代）間營業休止。因為這時運行的車輛的方向幕沒有「蒲田<=>穴守稻荷」的顯示，而安裝方向板。
- 1993年（平成5年）4月1日 第1期機場線延伸工程竣工、穴守稻荷 - 羽田（現在的天空橋）間 (0.7 km) 開業、全站月台從3輛編成對應延伸成6輛編成對應。而經由本線到都營淺草線方面的直通運行開始。
- 1993年（平成5年）9月12日 日間的普通列車改成直通到品川的急行列車、日間只有每小時6班的急行列車。
- 1993年（平成5年）9月27日 伴隨羽田機場新站（BIG BIRD（ビッグバード））開業羽田站與東京單軌連接、開始作連絡運輸。
- 1993年（平成6年）年度中 全站設置自動檢票機。
- 1994年（平成6年）12月10日 作為輸送力增強的對策各站月台延伸工程完成、本線直通急行列車開始運用8輛編成。
- 1997年（平成9年）10月4日 本線及都營淺草線直通的特急列車開始運行。
- 1997年（平成9年）11月23日 大鳥居站附近地下化。
- 1998年（平成10年）11月18日 伴隨第2期機場線延伸工程完成，羽田 - 羽田機場（2代）間  (3.2 km) 開業、羽田站改稱為天空橋站。機場快特（エアポート快特）及機場特急（エアポート快特）開始運行。
- 2001年（平成13年）京急蒲田站付近連續立體交差事業開始動工。
- 2002年（平成14年）10月12日 由於京急蒲田站改善開始有本線往橫濱方向的終日直通運行。
- 2004年（平成16年）12月1日 伴隨羽田機場第2航站樓開業，開設羽田機場站第2旅客站口。
- 2009年（平成21年）2月14日 保安裝置更新成C-ATS。
- 2010年（平成21年）10月21日 羽田機場新國際線航站樓開業，天空橋 - 羽田機場間的 羽田機場國際線航站樓站開業，羽田機場站改名為羽田機場國內線航站樓站（羽田空港国内線ターミナル駅）。同時開始引入車站編號制。
- 2012年（平成24年）10月21日 京急蒲田 - 大鳥居間高架化工程完成。

## 沿線概況
路線大致與環八次平行，曾經跟京濱間的主要道路有很多的平面交點。路線穿過著有中小及家庭工業氣氛的地域。
路線從本線京急蒲田站分開，再直角轉向東面；在以往，由於與第一京濱平面交叉，再加上從京急蒲田站機場線進入的舊有路線是單線，而且往返本線上行線與本線下行線作平面交差，令運行圖構成變得困難，而京急蒲田附近除了第一京都海濱以外跟環八次的交點也有平交道，成為道路交通的障礙。針對這個問題，京急進行的「京急蒲田站附近高架化工事」也包括到糀谷站為止的區間。根據這個計劃，京急蒲田變成上和下二層式2面4線的車站，並同時增設月台與拆除幹線道路的平交道。有關工程已於2012年10月21日完成。
路線在糀谷站的東側回降到地上，經過產業道路和環八次的平交道，再進入地下的大鳥居站。之後路線返回地上，在 首都高速公路速羽田線羽田出入口下穿過，到達穴守稻荷站。路線隨後再進入地下，橫過海老取川與東海道貨物線，抵達天空橋站（此站與同在地下的東京單軌連接）與羽田機場第3航站樓站，再通過建築在羽田機場停機坪與跑道的地底，到達羽田機場第1、第2航站樓站。

## 車站列表
- 所有車站均位於東京都大田區。
- 特急、機場急行與普通列車均為各站停車。

範例
- ●：停車 ｜：通過

| 車站編號 | 中文站名                                 | 日文站名 | 英文站名 | 站間營業距離 | 通算營業距離 | 快特 | 機場快特 | 接續路線                                                                      |
| -------- | ---------------------------------------- | -------- | -------- | ------------ | ------------ | ---- | -------- | ----------------------------------------------------------------------------- |
| KK11     | 京急蒲田                                 |          |          | -            | 0.0          | ●    | ｜       | 京濱急行電鐵： 本線（品川、橫濱方向直通運行）                                 |
| KK12     | 糀谷                                     |          |          | 0.9          | 0.9          | ｜   | ｜       |                                                                               |
| KK13     | 大鳥居                                   |          |          | 1.0          | 1.9          | ｜   | ｜       |                                                                               |
| KK14     | 穴守稻荷 （雅馬多集團 羽田chronogate前） |          |          | 0.7          | 2.6          | ｜   | ｜       |                                                                               |
| KK15     | 天空橋                                   |          |          | 0.7          | 3.3          | ｜   | ｜       | 東京單軌電車： 羽田機場線（MO07）                                             |
| KK16     | 羽田機場第3                              |          |          | 1.2          | 4.5          | ●    | ●        | 東京單軌電車： 羽田機場線（MO08）                                             |
| KK17     | 羽田機場第1、第2                         |          |          | 2.0          | 6.5          | ●    | ●        | 東京單軌電車： 羽田機場線（羽田机场第1航站楼：MO10、羽田机场第2航站楼：MO11） |

## 其他
- 羽田機場站作為出發和到達在加算票價，包含京急蒲田站的機場線內各站-羽田機場站間均設定特定票價。但是，如果只利用天空橋站-羽田機場站間則沒有加算票價的設定。詳細參照京濱急行電鐵#票價。